# Clube Desportivo Primeiro de Agosto (basket-ball féminin)
Le Clube Desportivo Primeiro de Agosto est un club féminin angolais de basket-ball.

## Palmarès
International
- Coupe d'Afrique des Champions : 2006 et 2015
  - finaliste de la Coupe d'Afrique des Champions : 2001, 2003, 2005, 2007, 2008, 2013 et 2014

National
- Vainqueur de la Coupe d'Angola : 2006, 2007